# 湯姆·布拉德比
托马斯·马修·布拉德比（Thomas Matthew Bradby，1967年1月13日—）是英國的一位記者和作家。在2005年至2015年期間，他曾經擔任ITV新聞的政治編輯。現在他是ITV十點新聞的主持人。此外他還是政論節目The Agenda with Tom Bradby的主持人。布拉德比畢業於愛丁堡大學。